# ترول دلاگنف
ترول دلاگنف (به بلغاری: Тервел Ивайлов Длагнев) (زادهٔ ۱۹ نوامبر ۱۹۸۵) ورزشکار مرد رشتهٔ کشتی آزاد در کشور بلغارستان است. 
از افتخارات این کشتی‌گیر کسب دو مقام سومی در مسابقات قهرمانی کشتی جهان در سال های ۲۰۰۹ و ۲۰۱۴ می‌باشد. در المپیک لندن در دیدار رده‌بندی با شکست مقابل کمیل قاسمی کشتی‌گیر ایرانی پنجم شد که بعد از گذشت ۷ سال و در سال ۲۰۱۹ با بررسی‌های کمیته ضد دوپینگ کمیته بین‌المللی المپیک تخلف آرتور تایمازوف، قهرمان نامدار ازبکستان در استفاده از ماده نیروزای استانازول محرز شده و ۲ طلای المپیک او در سال‌های ۲۰۰۸ (پکن) و ۲۰۱۲ (لندن) از او پس گرفته شد و همچنین دوپینگ داویت مودزماناشویلی، کشتی‌گیر گرجستانی که نایب قهرمان مسابقات شده بود نیز مثبت اعلام شد؛ طبق اعلام اتحادیه جهانی کشتی با حذف این دو از جدول مدال‌ها، کمیل قاسمی از ایران برندهٔ جدید مدال طلا شد، بلال ماخوف از روسیه نیز به عنوان برندهٔ نشان نقره معرفی شد و این کشتی‌گیر آمریکایی هم که در ۲ کشتی متوالی به تایمازوف و کمیل قاسمی باخته بود، به مدال برنز رسید.
او در المپیک ۲۰۱۶ ریو در وزن ۱۲۵ کیلو حاضر بود که در دیدارهای نخست و دوم خود به‌ترتیب جمال الدین ماگومداف از آذربایجان و روبرت باران از لهستان را شکست داد اما در نیمه‌نهایی به کمیل قاسمی از ایران باخت و به دیدار رده‌بندی رفت. وی در دیدار رده‌بندی به گنو پتریاشویلی گرجستانی باخت و پنجم شد.